# 南陽勞動者區
42°57′06″N 129°51′33″E / 42.95167°N 129.85917°E

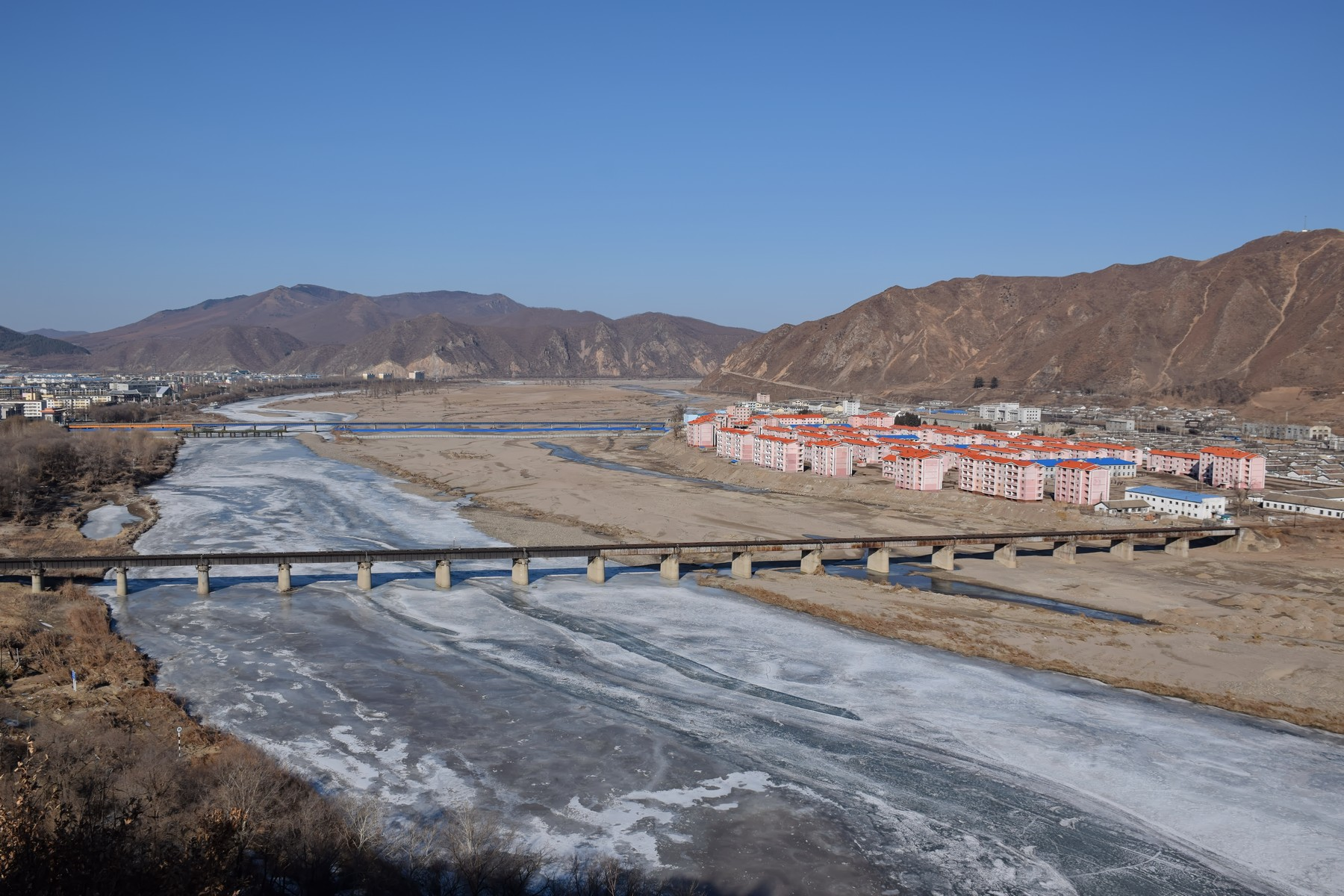
从中国遥看南阳劳动者区（图们江右方）

南阳勞动者区（朝鲜语：／）位于朝鲜北部，图们江沿岸，属于咸镜北道穩城郡的一部分。对岸是中国吉林省延边朝鲜族自治州图们市。
南阳海拔高度为39米。在南阳劳动者区半径5千米内的人口大概为6.59万人，电话区号是 +850.

## 交通
城市内最主要的交通工具是自行车和卡车，分别有货运铁路和公路大桥与中国图们市相通。